# Olympische Winterspiele 2006/Snowboard – Snowboardcross (Männer)
Der Snowboardcross-Wettbewerb der Männer bei den Olympischen Winterspielen 2006 in Turin wurde am 16. Februar 2006 in der Wintersportstation Melezet ausgetragen. Es war das erste Mal, dass Wettbewerbe im Snowboardcross Teil des olympischen Programms war. Erster Olympiasieger wurde der US-Amerikaner Seth Wescott, vor Radoslav Židek aus Slowakei und dem Franzosen Paul-Henri de Le Rue.

## Ergebnisse

### Platzierungsrunde
| Rang | Athlet                   | Land               | 1. Lauf | 2. Lauf | Bester Lauf | Anmerkung |
| ---- | ------------------------ | ------------------ | ------- | ------- | ----------- | --------- |
| 1    | Drew Neilson             | Kanada             | 1:22,74 | 1:19,33 | 1:19,33     | Q         |
| 2    | Marco Huser              | Schweiz            | 1:22,39 | 1:20,26 | 1:20,26     | Q         |
| 3    | Seth Wescott             | Vereinigte Staaten | 1:22,82 | 1:20,69 | 1:20,69     | Q         |
| 4    | Tommaso Tagliaferri      | Italien            | 1:23,03 | 1:20,93 | 1:20,93     | Q         |
| 5    | Xavier de Le Rue         | Frankreich         | 1:23,42 | 1:20,97 | 1:20,97     | Q         |
| 6    | Dieter Krassnig          | Österreich         | 1:24,01 | 1:21,00 | 1:21,00     | Q         |
| 7    | Nate Holland             | Vereinigte Staaten | 1:22,71 | 1:21,03 | 1:21,03     | Q         |
| 8    | Jordi Font               | Spanien            | 1:22,35 | 1:21,18 | 1:21,18     | Q         |
| 9    | Radoslav Židek           | Slowakei           | 1:30,91 | 1:21,19 | 1:21,19     | Q         |
| 10   | Paul-Henri de Le Rue     | Frankreich         | 1:23,00 | 1:21,21 | 1:21,21     | Q         |
| 11   | Lukas Grüner             | Österreich         | 1:23,05 | 1:21,28 | 1:21,28     | Q         |
| 12   | Damon Hayler             | Australien         | 1:24,79 | 1:21,51 | 1:21,51     | Q         |
| 13   | Mateusz Ligocki          | Polen              | 1:23,35 | 1:21,81 | 1:21,81     | Q         |
| 14   | Jonte Grundelius         | Schweden           | 1:24,53 | 1:21,85 | 1:21,85     | Q         |
| 15   | Jason Smith              | Vereinigte Staaten | 1:23,65 | 1:21,98 | 1:21,98     | Q         |
| 16   | Rafał Skarbek-Malczewski | Polen              | 1:24,70 | 1:22,07 | 1:22,07     | Q         |
| 17   | Hans-Jörg Unterrainer    | Österreich         | 1:23,32 | 1:22,10 | 1:22,10     | Q         |
| 18   | Tom Velisek              | Kanada             | 1:22,83 | 1:22,12 | 1:22,12     | Q         |
| 19   | Stefano Pozzolini        | Italien            | 1:24,52 | 1:22,23 | 1:22,23     | Q         |
| 20   | Jasey-Jay Anderson       | Kanada             | 1:24,25 | 1:22,27 | 1:22,27     | Q         |
| 21   | Ueli Kestenholz          | Schweiz            | 1:23,16 | 1:22,32 | 1:22,32     | Q         |
| 22   | Alberto Schiavon         | Italien            | 1:24,84 | 1:22,38 | 1:22,38     | Q         |
| 23   | Michael Layer            | Deutschland        | 1:23,92 | 1:22,43 | 1:22,43     | Q         |
| 24   | Mattias Blomberg         | Schweden           | 1:23,98 | 1:22,48 | 1:22,48     | Q         |
| 25   | Sylvain Duclos           | Frankreich         | 1:23,85 | 1:22,55 | 1:22,55     | Q         |
| 26   | Mario Fuchs              | Österreich         | 1:24,82 | 1:22,60 | 1:22,60     | Q         |
| 27   | Itaru Chimura            | Japan              | 1:25,86 | 1:22,83 | 1:22,83     | Q         |
| 28   | Michal Novotný           | Tschechien         | 1:22,92 | 1:23,68 | 1:22,92     | Q         |
| 29   | Graham Watanabe          | Vereinigte Staaten | 1:24,85 | 1:22,98 | 1:22,98     | Q         |
| 30   | François Boivin          | Kanada             | 1:23,74 | 1:23,17 | 1:23,17     | Q         |
| 31   | David Speiser            | Deutschland        | 1:24,28 | 1:23,38 | 1:23,38     | Q         |
| 31   | Jonatan Johansson        | Schweden           | 1:26,72 | 1:23,38 | 1:23,38     | Q         |
| 33   | Simone Malusà            | Italien            | 1:24,27 | 1:23,53 | 1:23,53     |           |
| 34   | Ibón Idigoras            | Spanien            | 1:23,80 | 1:23,56 | 1:23,56     |           |
| 35   | Pierre Vaultier          | Frankreich         | 1:27,61 | 1:23,75 | 1:23,75     |           |
| 36   | Alexander Kupprion       | Deutschland        | 1:26,22 | 1:24,66 | 1:24,66     |           |

### Achtelfinale

#### Lauf 1
| Rang | Athlet                   | Land       | Anmerkung |
| ---- | ------------------------ | ---------- | --------- |
| 1    | Hans-Jörg Unterrainer    | Österreich | Q         |
| 2    | Jonatan Johansson        | Schweden   | Q         |
| 3    | Drew Neilson             | Kanada     |           |
| 4    | Rafał Skarbek-Malczewski | Polen      |           |

#### Lauf 2
| Rang | Athlet           | Land       | Anmerkung |
| ---- | ---------------- | ---------- | --------- |
| 1    | Radoslav Židek   | Slowakei   | Q         |
| 2    | Jordi Font       | Spanien    | Q         |
| 3    | Mattias Blomberg | Schweden   |           |
| 4    | Sylvain Duclos   | Frankreich |           |

#### Lauf 3
| Rang | Athlet           | Land       | Anmerkung |
| ---- | ---------------- | ---------- | --------- |
| 1    | Damon Hayler     | Australien | Q         |
| 2    | Michal Novotný   | Tschechien | Q         |
| 3    | Xavier de Le Rue | Frankreich |           |
| 4    | Ueli Kestenholz  | Schweiz    |           |

#### Lauf 4
| Rang | Athlet              | Land               | Anmerkung |
| ---- | ------------------- | ------------------ | --------- |
| 1    | Jasey-Jay Anderson  | Kanada             | Q         |
| 2    | Tommaso Tagliaferri | Italien            | Q         |
| 3    | Graham Watanabe     | Vereinigte Staaten |           |
| 4    | Mateusz Ligocki     | Polen              |           |

#### Lauf 5
| Rang | Athlet            | Land               | Anmerkung |
| ---- | ----------------- | ------------------ | --------- |
| 1    | Seth Wescott      | Vereinigte Staaten | Q         |
| 2    | François Boivin   | Kanada             | Q         |
| 3    | Stefano Pozzolini | Italien            |           |
| 4    | Jonte Grundelius  | Schweden           |           |

#### Lauf 6
| Rang | Athlet           | Land       | Anmerkung |
| ---- | ---------------- | ---------- | --------- |
| 1    | Dieter Krassnig  | Österreich | Q         |
| 2    | Itaru Chimura    | Japan      | Q         |
| 3    | Alberto Schiavon | Italien    |           |
| 4    | Lukas Grüner     | Österreich |           |

#### Lauf 7
| Rang | Athlet               | Land               | Anmerkung |
| ---- | -------------------- | ------------------ | --------- |
| 1    | Nate Holland         | Vereinigte Staaten | Q         |
| 2    | Paul-Henri de Le Rue | Frankreich         | Q         |
| 3    | Mario Fuchs          | Österreich         |           |
| 4    | Michael Layer        | Deutschland        |           |

#### Lauf 8
| Rang | Athlet        | Land               | Anmerkung |
| ---- | ------------- | ------------------ | --------- |
| 1    | Jason Smith   | Vereinigte Staaten | Q         |
| 2    | Marco Huser   | Schweiz            | Q         |
| 3    | Tom Velisek   | Kanada             |           |
| 4    | David Speiser | Deutschland        |           |

### Viertelfinale

#### Lauf 1
| Rang | Athlet                | Land       | Anmerkung |
| ---- | --------------------- | ---------- | --------- |
| 1    | Radoslav Židek        | Slowakei   | Q         |
| 2    | Jordi Font            | Spanien    | Q         |
| 3    | Jonatan Johansson     | Schweden   | C-Finale  |
| 4    | Hans-Jörg Unterrainer | Österreich | D-Finale  |

#### Lauf 2
| Rang | Athlet              | Land       | Anmerkung |
| ---- | ------------------- | ---------- | --------- |
| 1    | Jasey-Jay Anderson  | Kanada     | Q         |
| 2    | Damon Hayler        | Australien | Q         |
| 3    | Tommaso Tagliaferri | Italien    | C-Finale  |
| 4    | Michal Novotný      | Tschechien | D-Finale  |

#### Lauf 3
| Rang | Athlet          | Land               | Anmerkung |
| ---- | --------------- | ------------------ | --------- |
| 1    | Seth Wescott    | Vereinigte Staaten | Q         |
| 2    | Dieter Krassnig | Österreich         | Q         |
| 3    | François Boivin | Kanada             | C-Finale  |
| 4    | Itaru Chimura   | Japan              | D-Finale  |

#### Lauf 4
| Rang | Athlet               | Land               | Anmerkung |
| ---- | -------------------- | ------------------ | --------- |
| 1    | Jason Smith          | Vereinigte Staaten | Q         |
| 2    | Paul-Henri de Le Rue | Frankreich         | Q         |
| 3    | Marco Huser          | Schweiz            | C-Finale  |
| 4    | Nate Holland         | Vereinigte Staaten | D-Finale  |

### Halbfinale

#### Lauf 1
| Rang | Athlet             | Land       | Anmerkung |
| ---- | ------------------ | ---------- | --------- |
| 1    | Radoslav Židek     | Slowakei   | Q         |
| 2    | Jordi Font         | Spanien    | Q         |
| 3    | Damon Hayler       | Australien | B-Finale  |
| 4    | Jasey-Jay Anderson | Kanada     | B-Finale  |

#### Lauf 2
| Rang | Athlet               | Land               | Anmerkung |
| ---- | -------------------- | ------------------ | --------- |
| 1    | Paul-Henri de Le Rue | Frankreich         | Q         |
| 2    | Seth Wescott         | Vereinigte Staaten | Q         |
| 3    | Jason Smith          | Vereinigte Staaten | B-Finale  |
| 4    | Dieter Krassnig      | Österreich         | B-Finale  |

### Finalläufe

#### D-Finale
| Rang | Athlet                | Land               |
| ---- | --------------------- | ------------------ |
| 1    | Michal Novotný        | Tschechien         |
| 2    | Nate Holland          | Vereinigte Staaten |
| 3    | Hans-Jörg Unterrainer | Österreich         |
| 4    | Itaru Chimura         | Japan              |

#### C-Finale
| Rang | Athlet              | Land     |
| ---- | ------------------- | -------- |
| 1    | Marco Huser         | Schweiz  |
| 2    | François Boivin     | Kanada   |
| 3    | Tommaso Tagliaferri | Italien  |
| 4    | Jonatan Johansson   | Schweden |

#### B-Finale
| Rang | Athlet             | Land               |
| ---- | ------------------ | ------------------ |
| 1    | Jasey-Jay Anderson | Kanada             |
| 2    | Jason Smith        | Vereinigte Staaten |
| 3    | Damon Hayler       | Australien         |
| 4    | Dieter Krassnig    | Österreich         |

#### A-Finale
| Rang | Athlet               | Land               |
| ---- | -------------------- | ------------------ |
| 1    | Seth Wescott         | Vereinigte Staaten |
| 2    | Radoslav Židek       | Slowakei           |
| 3    | Paul-Henri de Le Rue | Frankreich         |
| 4    | Jordi Font           | Spanien            |